# 18891 Kamler
18891 Kamler (2000 EF40) là một tiểu hành tinh vành đai chính được phát hiện ngày 8 tháng 3 năm 2000 bởi nhóm nghiên cứu tiểu hành tinh gần Trái Đất phòng thí nghiệm Lincoln ở Socorro.